# Крістофер Робін Мілн
Крістофер Робін Мілн (англ. Christopher Robin Milne; 21 серпня 1920, Челсі — 20 квітня 1996, Тотнес) — мемуарист, син англійського письменника Алана Мілна, який став прототипом Крістофера Робіна в збірці оповідань про Вінні-Пуха.

## Біографія

### Дитинство
Крістофер Робін народився на Меллорд-стріт у Челсі о 8 годині ранку в родині письменника Алана Мілна і його дружини Дороті. Батьки думали, що народиться дівчинка, і заздалегідь придумали їй ім'я Розмарі. «Ми дійсно більше хотіли, щоб була Розмарі, але сподіваюся, що з цим джентльменом ми просто будемо щасливі», — сказав Алан через кілька днів після народження сина Бідді Ворену. Коли з'ясувалося, що народився хлопчик, Алан і Дороті вирішили назвати його Біллі, але потім передумали, бо це ім'я, на їхню думку, звучало неофіційно. У підсумку вони вирішили дати дитині два імені, по одному від кожного з батьків. І хоча офіційно хлопчик був названий Крістофером Робіном, батьки все одно часто називали його Біллі. Коли хлопчик почав говорити, у нього не виходило правильно вимовити своє прізвище Мілн, і замість цього виходило Мун, внаслідок цього батьки часто називали його «Біллі Мун». Ставши старше, хлопчик часто представлявся лише першою половиною ім'я — Крістофер. Через п'ять років після народження Крістофера Мілни переїхали в заміський будинок Котчфорд-Фарм в Хатерфілді. У ранньому дитинстві волосся Крістофера були каштановими, внаслідок чого його тезка в диснеївських екранізаціях завжди зображений брюнетом. У міру дорослішання волосся Крістофера почало світлішати, як у Алана.

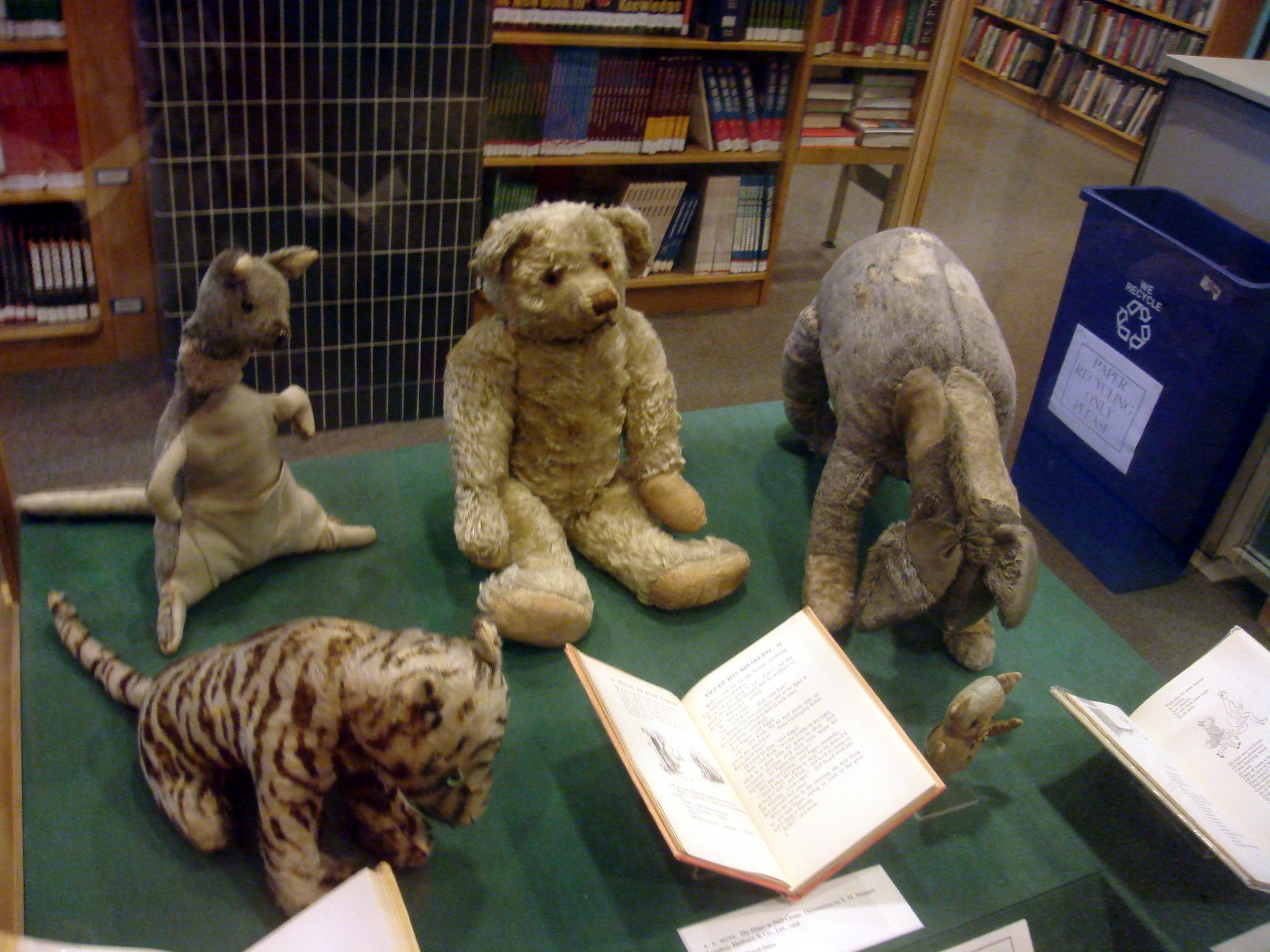

На свій перший день народження він отримав від батька у подарунок «ведмедика Тедді» лондонської фірми «Фарнелл» (англ. Alpha Bear), якого він назвав Едвардом. Цей іграшковий ведмідь не тільки став постійним супутником хлопчика, але і, поряд з реальною ведмедицею Вінні, яку Милни бачили в лондонському зоопарку, в кінцевому рахунку послужив натхненням до створення головного героя книг про Вінні-Пуха. Іграшковий ведмідь був приблизно в два фути заввишки, мав світле забарвлення, і у нього часто випадали очі.
Шлюб Алана і Дороті був не надто щасливим, а їх любов — досить однобічною (Дороті, по суті, ніколи не приховувала, що вийшла заміж за Алана з чистого розрахунку). Крістофер все дитинство провів під опікою своєї няні — Олівії Ренд-Брокуелл (у вірші Мілна «Королівський палац» вона названа Еліс). Хоча Алан до моменту народження сина втратив інтерес до ортодоксального християнства і Крістофера так ніколи і не хрестили, він дозволив Олівії дати хлопчикові релігійне виховання. Спілкування ж з батьками обмежувалися лише короткими моментами після сніданку, під час чаю і ввечері, перед сном — Алан весь час проводив у своєму кабінеті за рукописами, а Дороті і зовсім не цікавилася сином, віддаючи перевагу світському життю. Ставши старшим, Крістофер прагнув проводити з батьками більше часу, але оскільки Алан і Дороті самі проводили вільний час порізно, то Крістофер намагався цей час чергувати між ними. Баррі Ган в біографічній статті «Алан Мілн: Вінні-Пух та інші неприємності» писав, що батьки і їх шлюб до кінця життя залишалися для Крістофера загадкою.
Спілкування з батьком стимулювало інтерес Крістофера до математики і крикету, а також до пацифізму. Хоча Крістофер був досить розумний для хлопчика свого віку, сам він пізніше дуже критично відгукувався про свої розумові здібності — він міг запросто вирішити складну математичну задачу, але зазнати невдачі при спробі розв'язати просту. Його природна сором'язливість в кінцевому підсумку привела до того, що інтерес до крикету з часом знітився, а любов до математики розтанула, коли він вступив в Кембридж. У багатьох своїх листах Крістофер вказує, що Алан не вмів ладити з дітьми, і що сам він з батьком у дитинстві близький не був. Втім, в 1931 році Дороті на три роки поїхала в США до американського коханця, що нарешті дозволило Крістоферу і Алану зблизитися і пізніше Крістофер згадував той період свого життя з ностальгією. При спілкуванні з мамою у нього проявилися здібності до ручної роботи. Хлопчик мав набір інструментів, за допомогою яких займався своєю улюбленою (у віці 7 років) справою — розбиранням і складанням замка на двері дитячої кімнати. До десяти років він розібрав великий годинник з маятником і переробив свою іграшкову духову рушницю, яка тепер могла стріляти «справжніми» зарядами.
Близьким другом дитинства Крістофера була Анна Дарлінгтон, яка була на вісім місяців його старше. Ганна з Крістофером стали героями кількох віршів у збірці «Тепер нам шість» (англ. Now We Are Six). Як і у Крістофера, у якого був ведмідь Едвард, у Анни також була улюблена іграшка — мавпочка Джамбо. Залишилося невідомим, чи збирався Алан ввести Джамбо в якості персонажа книги про Вінні-Пуха.
До того моменту, коли Алан, завдяки книгам про Вінні-Пуха, отримав масову популярність і визнання, ведмідь Едвард уже не був улюбленою іграшкою Крістофера, але йому доводилося тримати його у себе в кімнаті і позувати з ним для журналістів.

### Шкільні роки
У дитинстві Крістоферу подобалося допомагати батькові у створенні книг. Крім Вінні-Пуха він також став прототипом кількох героїв віршів у збірниках «Коли ми були зовсім маленькими» (англ. When We Were Very Young) і «Тепер нам шість», який написав Алан. Один раз Крістофер організував для своїх батьків невелику гру, в якій відтворив кілька історій з його героєм і його друзями. Аж до того, як він пішов до школи, Крістоферу, за його власними словами, «цілком подобалося бути Крістофером Робіном і бути відомим», однак, в незалежній лондонській школі Гіббса, в яку він вступив у 1929 році, над ним почали знущатися однокласники, які дражнили його цитатами з книги і особливо з вірша «Vespers», де був рядок «Hush! Hush! Whisper who dares! Christopher Robin is saying his prayers» (укр. Тихо! Тихо! Хто сміє шепотітися! Крістофер Робін молиться). Цілком ймовірно, що тут злий жарт зіграло релігійне виховання Олівії. В результаті Крістофер з віком став поступово ненавидіти ту славу, яку він придбав завдяки творчості батька.
У 9 років Крістофер перейшов в іншу незалежну школу для хлопчиків Стоуї в Бакінгемширі, де почав займатися боксом, щоб давати відсіч на шпильки однокласників. 1939 року він виграв стипендію на вивчення англійської мови в Трініті-коледжі в Кембриджі.

### Подальше життя
Коли почалася Друга світова війна, хлопчик припинив свої заняття і спробував вступити в ряди англійської армії, але не пройшов медичну комісію. Тоді його батько, використовуючи свій вплив, домігся, щоб Крістофера зарахували інженером у другий навчальний батальйон Корпусу Королівської Інженерії. У липні 1942 року Крістофер, отримавши звання офіцера, був спочатку відправлений на Середній Схід, а потім — в Італію. Але навіть служачи за кордоном, Крістофер привертав до себе увагу як син Мілна і тому ще більше зненавидів творчість батька, бо вважав це експлуатацією свого дитинства. Крістоферу дуже сподобалася Італія, йому навіть довелося побачити останнє виверження Везувію. Тут же у нього трапилася перша юнацька любов — до італійсько-австрійки Гедде з групи ополченців. Дівчина навчалася у Венеціанському університеті, де вивчала англійську і вивчила її, фактично, завдяки Крістоферу, який, своєю чергою поліпшив свою італійську. Під час італійської кампанії Крістофер був поранений в голову шрапнеллю при бомбардуванні мосту, який він будував. І хоча це серйозно не позначилося на його здоров'ї, але через 50 років в його мозку були виявлені дрібні металеві осколки. Після поранення Крістофер був звільнений від служби в армії і повернувся в Кембридж, але перед цим встиг зізнатися Гедді в любові і обіцяв повернутися до неї. Але коли він повернувся через шість місяців, їх роман поступово зійшов нанівець. Останній лист від Гедди, в якому дівчина привітала його з заручинами, він отримав в 1948 році. По закінченні навчання Крістофер отримав диплом бакалавра третього ступеня з англійської мови.
7 квітня Крістофер був заручений зі своєю двоюрідною сестрою Леслі Селінкурт, а 24 липня того ж року вони одружилися. Батьки Крістофера не схвалили цей шлюб, у Дороті були натягнуті відносини з її братом Обрі, батьком Леслі, і сама вона хотіла, щоб її син одружився з подругою дитинства Ганною Дарлінгтон, а Алан відчував занепокоєння за майбутніх онуків через родинний зв'язок між молодятами. Крістофер хотів стати, як і його батько, письменником, але повоєнний час був дуже важким для письменників, а маючи тільки третій ступінь бакалавра, він не міг пробитися традиційними засобами. Крім того, Крістофер усвідомлював, що як письменника його завжди будуть порівнювати з батьком. До того ж Леслі теж не дуже подобався «Вінні-Пух», тому любов Крістофера до однойменного персонажу остаточно випарувалася. У 1951 році Крістофер з дружиною переїхали в Дартмут, де відкрили книжковий магазин «Харбур». Дороті вважала рішення сина дивним, оскільки Крістоферу не дуже подобалося продавати книги і, отже, часто зустрічатися з шанувальниками Вінні-Пуха. І тим не менш, протягом багатьох років Крістофер і Леслі керували магазином без будь-якої допомоги (наприклад, гонорарів від продажу книг про Вінні-Пуха). У цей період життя Крістофер остаточно позбувся природної сором'язливості.
Після того як батько захворів, Крістофер зрідка приїжджав до батьків у Котчфорд-Фарм, але після його смерті не бачився з матір'ю цілих п'ятнадцять років, аж до її смерті; навіть на смертному одрі вона відмовилася бачити свого сина. Баррі Ган у своїй статті пише, що небажання Дороті бачитися з сином було викликано тим, що на похороні батька Крістофер шепнув їй на вухо щось таке, що вона тут же вдарила його по обличчю. Після похорону Алана Крістофер більше не повертався в Котчфорд-Фарм, а Дороті незабаром, розпродавши речі чоловіка, продала і будинок і переїхала в Лондон.
Через кілька місяців після смерті батька в 1956 році у Крістофера народилася дочка Клер Мілн, у якої діагностували дитячий церебральний параліч. У 52 роки Крістофер, віддавши кермо управління магазином Леслі почав писати автобіографію, перша частина якої вийшла в 1974 році під назвою «The Enchanted Places» (укр. Зачаровані місця). У ній він розповів про проблеми, з якими йому довелося зіткнутися в дитинстві через Вінні-Пуха. Друга називалася «The Path Through The Trees» (укр. Шлях крізь дерева) і підіймала ті ж теми, третя — «The Hollow On The Hill» (укр. Порожнеча на пагорбі), — розповідала про його філософські погляди на життя. Справжні іграшки Крістофера, які послужили прототипами героїв книги, були ним же пожертвувані Нью-Йоркській публічній бібліотеці до невдоволення більшості шанувальників, однак Крістофер пояснив, що «вони давно його не цікавлять» — сам він досить негативно ставився до комерціалізації Вінні-Пуха.

### Смерть та спадок
Після того, як йому діагностували міастенію, Крістофер Робін Мілн прожив ще кілька років і помер уві сні 20 квітня 1996 року. Після його смерті газета «The Observer» написала, що Крістофер був «переконаним атеїстом».
За ініціативою вдови Крістофера, Леслі Мілн, у 2002 році був заснований благодійний «Фонд Клер Мілн» для допомоги таким хворим дітям, як їх дочка Клер, в Девонширі і Корнуоллі: у нього йде значна частина гонорарів за використання образу Вінні-Пуха, на які має права Клер Мілн. Сама Клер померла у 2012 році у віці 56 років від природних причин внаслідок серцевої патології.
Магазин «Харбур», який з моменту відкриття був єдиним незалежним магазином Дартмута, у вересні 2011 був закритий його нинішніми власниками Роландом і Керолайн Абрам, бо не витримав конкуренції з інтернет-магазинами і місцевим супермаркетом, а також внаслідок того, що нинішні власники будівлі, де він розташовувався, завищили орендну плату. Проте в грудні того ж року шанувальники скупили все обладнання магазину і, ставши його новими власниками, відкрили магазин у новому будинку.

## Прототип персонажа
У своїх автобіографічних книгах К. Мілн зізнавався у негативному ставленні до популярності «Вінні-Пуха» і головного героя: «Були дві речі, які затьмарили моє життя і від яких я повинен був рятуватися: слава мого батька і „Крістофер Робін“…». «Крістофера Мілна все життя переслідувало творіння його батька, і його брали за Крістофера Робіна переважно тому, що публіка палко бажала повірити, що „зачароване місце“ існує». Висловлювалися різні думки про співвідношення персонажа і його прототипу: так, згідно однієї теорії Крістофер послужив прототипом одночасно Крістофера Робіна і П'ятачка, який висловлював його справжню суть — невротичної дитини, яку виховували як дівчинку.

Деяким сучасникам те, як Мілн описував свого сина у віршах і книгах, здавалося нещирим і спекулятивним. Так, П. Р. Вудхаус, який добре знав Мілнів, висміяв вірші про Крістофера Робіна в оповіданні «Ліричний напад» (англ. Rodney Has a Relapse).

 — Тімоті-Пімоті Боббін?
 — Тімоті, так його так, Пімоті Б. Ні більше, ні менше. Власне, чому дивуватися? Вірус поезії завжди шукає слабке місце. Родні — люблячий батько. З сином він сюсюкався давно, проте — в прозі. Слід очікувати, що, коли зараза оживе, жертвою стане нещасний хлопчик.
 — Яке ганебне майбутнє він йому готує! — журився Вільям. — Через багато років, коли мій племінник буде грати в чемпіонаті, газети нагадають, що це — Тімоті П. Боббін із знаменитих віршів…

## В культурі
У 2017 році вийшов фільм «Прощавай, Крістофер Робін», що розповідає про життя Алана Мілна і його відносини з Крістофером. Роль Крістофера зіграли Уїлл Тилстон (Крістофер в дитинстві) і Алекс Лоутер (дорослий Крістофер).
У 2018 році вийшов фільм «Крістофер Робін», що оповідає сильно белетризоване доросле життя Крістофера. Крістофера зіграли Ортон О'Брайан (Крістофер в дитинстві) і Юен Макгрегор (дорослий Крістофер).